# Frank Verhelst
Frank Verhelst (1 juni 1956) is een Belgische voormalige atleet, die gespecialiseerd was in de sprint. Hij nam eenmaal deel aan de Europese indoorkampioenschappen en werd driemaal Belgisch kampioen.

## Biografie
Verhelst werd in 1976 Belgisch kampioen op de 100 m. Hij nam het jaar nadien op de 60 m deel aan de Europese indoorkampioenschappen. In 1980 werd hij kampioen op zowel de 100 m als de 200 m.
Verhelst is aangesloten bij Olympic Brugge, waar hij na zijn actieve carrière voorzitter werd.

## Belgische kampioenschappen
| Onderdeel | Jaar       |
| --------- | ---------- |
| 100 m     | 1976, 1980 |
| 200 m     | 1980       |

## Persoonlijke records
Outdoor
| Onderdeel | Prestatie | Datum            | Plaats      |
| --------- | --------- | ---------------- | ----------- |
| 100 m     | 10,3 s    | 6 juni 1976      | Sart-Tilman |
|           | 10,54 s   | 10 augustus 1980 | Brussel     |
| 200 m     | 21,34 s   | 10 augustus 1980 | Brussel     |

Indoor
| Onderdeel | Prestatie | Datum           | Plaats     |
| --------- | --------- | --------------- | ---------- |
| 60 m      | 6,7 s     | 3 februari 1980 | Düsseldorf |

## Palmares

### 60 m
- 1977: 4e in series EK indoor in San Sebastian - 7,02 s

### 100 m
- 1976:  BK AC - 10,69 s
- 1980:  BK AC - 10,54 s

### 200 m
- 1980:  BK AC - 21,34 s